# Joseph Frings (Politiker)
Christian Jacob Joseph Frings (geboren am 29. Mai 1860 in Buschdorf bei Bonn; gestorben am 23. August 1901 in Saarburg) war ein preußischer Landrat des Kreis Saarburg.

## Leben

### Herkunft und Ausbildung
Joseph Frings war der Sohn des in Hersel bei Bornheim lebenden Gutsbesitzers (Ackerer) Peter Joseph Frings und dessen Ehefrau Magdalena Anna Catharina Clotilde Frings, geborene Schmitz. Nach dem Besuch des Gymnasiums in Bonn, das er mit Ablegung der Reifeprüfung 1879 verließ, studierte er in Bonn, Heidelberg und Straßburg Rechtswissenschaften. Er war seit dem Wintersemester 1877/78 Mitglied der Studentenverbindung Akademischer Juristenverein Bonn (heute: AV Rheno-Colonia Köln). Mit Ablegung der ersten juristischen Staatsprüfung erhielt er am 30. November 1882 seine Ernennung zum Gerichtsreferendar, am 15. Dezember 1887 folgte nach der Großen Staatsprüfung jene zum Gerichtsassessor.

### Werdegang
Frings begann seine Laufbahn mit der Ernennung zum Amtsrichter in Saarlouis zum 1. Mai 1895, doch wurde er bereits ein Jahr darauf am 12. Mai 1896 als Justiziar im Rang eines Regierungsrats bei der Königlich Preußischen Regierung Trier in die allgemeine Staatsverwaltung übernommen. Vor der definitiven Ernennung des bisherigen Saarburger Landrats, Ernst Pfeffer von Salomon zum Oberregierungsrat bei der Königlich Preußischen Regierung Wiesbaden im September 1901, wurde Joseph Frings im März 1901 mit der kommissarischen Verwaltung des Landratsamtes Saarburg beauftragt. Er starb dort vor seiner definitiven Einsetzung in dieses Amt im Dienst.

## Familie
Der Katholik Joseph Frings heiratete am 22. September 1888 in Trier Fanny von Beulwitz (geboren am 12. April 1865 in Trier), eine Tochter des Hüttenbesitzers Christoph Carl von Beulwitz und dessen Ehefrau Anna Johanna Francisca von Beulwitz, geborene von Rautenstrauch. Seine Urenkelin ist die Theaterproduzentin und -intendantin Amelie Deuflhard.